# Itapebi
Itapebi là một đô thị thuộc bang Bahia, Brasil. Đô thị này có diện tích 972,036 km², dân số năm 2007 là 11161 người, mật độ 11,5 người/km².